# Javi Fernández (futbolista)
Javier Fernández González (Orense, España, 28 de noviembre de 2006) es un futbolista español que juega de centrocampista en el Bayern de Múnich II de la Regionalliga Bayern.

## Trayectoria
Nacido en Orense, se incorporó a la cantera del Pabellón Orense local a los seis años. Sus actuaciones en Pabellón finalmente llamaron la atención del club profesional R. C. Celta de Vigo, y pasó una temporada con el club, jugando con jugadores mayores que él. A la edad de nueve años, fue invitado a unirse al Atlético Madrid, y se incorporó al año siguiente, en 2017. Sin embargo, no pudo jugar durante los dos primeros meses debido a las sanciones impuestas al club.
En agosto de 2022 se informó que había dejado el Atlético de Madrid y estaba entrenando con el Bayern de Múnich. Este acuerdo fue confirmado por el propio Bayern de Múnich el 28 de noviembre de 2022, sin embargo, debido a su edad, Fernández solo podría unirse al club oficialmente en enero de 2023.

## Selección nacional
Ha representado a España en la categorías sub-16 y sub-17.

## Estilo de juego
Se describe a sí mismo como un mediocampista de área a área, mientras que enumera su posición favorita como mediocampista ofensivo. Modela su estilo de juego en Federico Valverde del Real Madrid C. F.

## Estadísticas

### Clubes
Actualizado al último partido disputado el 24 de agosto de 2024.
| Club                           | Div.          | Temporada     | Liga  | Liga  | Liga   | Copas nacionales | Copas nacionales | Copas nacionales | Copas internacionales | Copas internacionales | Copas internacionales | Total | Total | Total  |
| Club                           | Div.          | Temporada     | Part. | Goles | Asist. | Part.            | Goles            | Asist.           | Part.                 | Goles                 | Asist.                | Part. | Goles | Asist. |
| ------------------------------ | ------------- | ------------- | ----- | ----- | ------ | ---------------- | ---------------- | ---------------- | --------------------- | --------------------- | --------------------- | ----- | ----- | ------ |
| Bayern de Múnich II · Alemania | 4.ª           | 2023-24       | 8     | 1     | 0      | —                | —                | —                | —                     | —                     | —                     | 8     | 1     | 0      |
| Bayern de Múnich II · Alemania | 4.ª           | 2024-25       | 3     | 1     | 1      | ―                | ―                | ―                | ―                     | ―                     | ―                     | 3     | 1     | 1      |
| Bayern de Múnich II · Alemania | Total club    | Total club    | 11    | 2     | 1      | 0                | 0                | 0                | 0                     | 0                     | 0                     | 11    | 2     | 1      |
| Total carrera                  | Total carrera | Total carrera | 11    | 2     | 1      | 0                | 0                | 0                | 0                     | 0                     | 0                     | 11    | 2     | 1      |